# Holbrookia approximans
Espèce
Synonymes
- Holbrookia maculata approximans Baird, 1858

Holbrookia approximans est une espèce de sauriens de la famille des Phrynosomatidae.

## Répartition
Cette espèce se rencontre :
- aux États-Unis en Arizona, au Nouveau-Mexique et au Texas ;
- au Mexique au Sonora, au Chihuahua, au Durango, au Coahuila, au Nuevo León, au Guanajuato, au Zacatecas, au San Luis Potosí et en Aguascalientes.

## Publication originale
- Baird, 1859 "1858" : Description of new genera and species of North American lizards in the museum of the Smithsonian Institution. Proceedings of the Academy of Natural Sciences of Philadelphia, vol. 10, p. 253-256 (texte intégral).